# Margaretenkapelle (Wawel)
Die Margaretenkapelle ist eine der 19 Kapellen, die die Krakauer Kathedrale umgeben. Sie steht unter dem Patrozinium der Heiligen Margarete und befindet sich im nördlichen Chorumgang.

## Geschichte

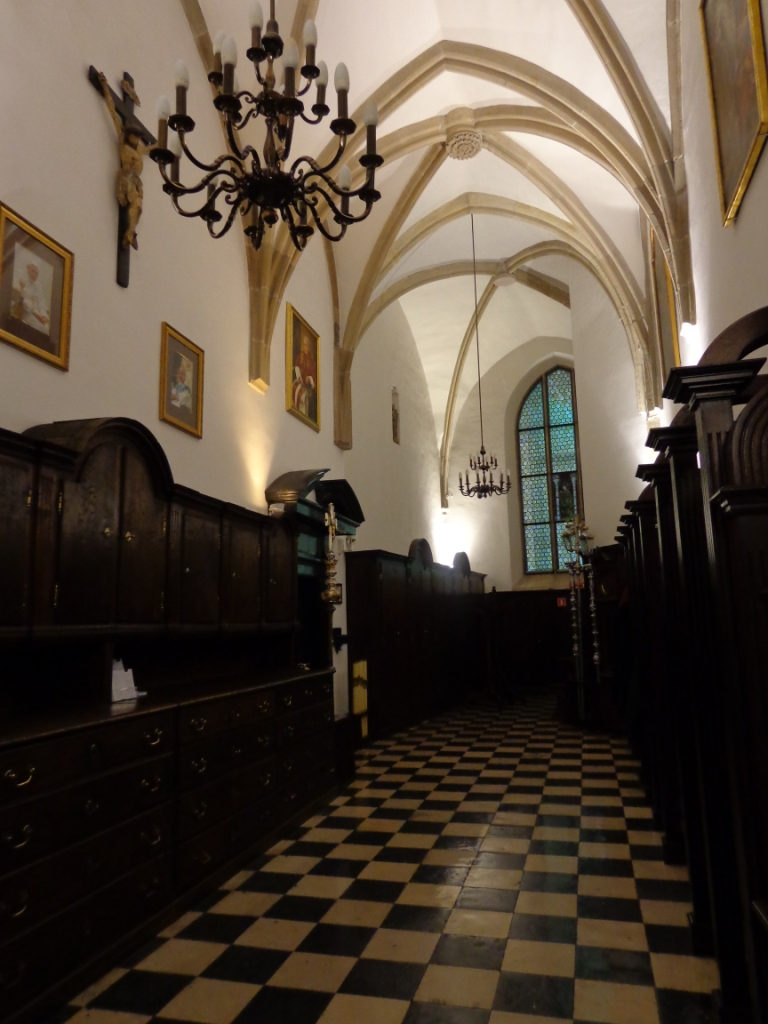
Innenraum

Die gotische Kapelle wurde 1320 für Bischof Nanker errichtet. Sie wurde um 1450 vergrößert, mit der Schatzkammer verbunden und wird seither als Sakristei genutzt. Im gotischen Gewölbe sind Schlusssteine mit den Abbildungen der Heiligen Margarethe, des Erzengels Michael sowie einer Rosette erhalten. An den Wänden hängen zahlreiche barocke Bilder mit biblischen Motiven, unter anderem drei Gemälde von Tadeusz Kuntze.